# Форест Ејкерс (Јужна Каролина)
Форест Ејкерс (енгл. Forest Acres) град је у америчкој савезној држави Јужна Каролина.

## Демографија
По попису из 2010. године број становника је 10.361, што је 197 (-1,9%) становника мање него 2000. године.
| Група             | 2000.         | 2010.         |
| Белци             | 8.410 (79,7%) | 7.732 (74,6%) |
| Афроамериканци    | 1.639 (15,5%) | 2.010 (19,4%) |
| Азијати           | 123 (1,2%)    | 155 (1,5%)    |
| Хиспаноамериканци | 268 (2,5%)    | 313 (3,0%)    |
| Укупно            | 10.558        | 10.361        |